# Jervis Bay National Park
Jervis Bay National Park är en park i Australien. Den ligger i delstaten New South Wales, i den sydöstra delen av landet, omkring 140 kilometer söder om delstatshuvudstaden Sydney.
Närmaste större samhälle är Nowra, omkring 20 kilometer norr om Jervis Bay National Park. Genomsnittlig årsnederbörd är 1 488 millimeter. Den regnigaste månaden är mars, med i genomsnitt 218 mm nederbörd, och den torraste är juli, med 41 mm nederbörd.